# Trà Đông Đỉnh
Đông Đỉnh (tiếng Trung: 凍頂; bính âm: Dòng Dǐng; phát âm [tʊ̂ŋ.tìŋ]), còn gọi là Tung-ting, là loại trà ô long của Đài Loan. Đông Đỉnh có nghĩa là "đỉnh băng giá" và là tên của một ngọn núi tại Đài Loan nơi mà trà được trồng tại đây. Loại cây này được mang từ núi Vũ Di thuộc tỉnh Phúc Kiến đến Đài Loan vào khoảng 150 năm trước.
Ngọn núi này nằm ở vùng Lộc Cốc thuộc Nam Đầu Đài Loan, một khu vực từ lâu đã được sử dụng để trồng trà. Đông Đỉnh thường bao gồm 3-4 lá, đôi khi bao gồm một chồi, được hái bằng tay hoặc máy. Sau đó, trà trải qua một quá trình làm khô ngoài trời, trong nhà, hoặc bao gồm cả hai phương thức. Lá trà được vò nát trên những giỏ tre lớn để bắt đầu quá trình oxy hóa. Công đoạn cuối cùng được thực hiện bằng tay hoặc máy. Quá trình hun sấy cuối cùng để thiết lập mức oxy hóa thường ở mức 15%-30% oxy hóa, đôi khi hun trên than củi sẽ tạo cho trà có hương vị gỗ thơm ngon.